# John Brown (tennisser)
John F. Brown (Melbourne, 12 juli 1940) is een voormalig tennisspeler uit Australië, actief tussen 1966 en 1970. Zijn beste grandslam-prestatie was het bereiken van de derde ronde op het US Open 1968. Daarin verloor de Australiër van de Brit Peter Curtis met 4-6, 6-3, 6-4, 6-8 en 4-6. In de tweede ronde had Brown gewonnen van de Duitser Ingo Buding met 6-3, 2-6, 7-5, 6-8 en 11-9. In het dubbelspel bereikte hij de kwartfinale op het Australian Open 1969, samen met Thomas Lejus uit de toenmalige Sovjet-Unie.

## Resultaten grandslamtoernooien
| Legenda | Legenda                          |
| ------- | -------------------------------- |
| g.t.    | geen toernooi gehouden           |
| l.c.    | lagere categorie                 |
| –       | niet deelgenomen                 |
| G       | uitgeschakeld in de groepsfase   |
| 1R      | uitgeschakeld in de eerste ronde |
| 2R      | uitgeschakeld in de tweede ronde |
| 3R      | uitgeschakeld in de derde ronde  |
| 4R      | uitgeschakeld in de vierde ronde |
| KF      | uitgeschakeld in de kwartfinale  |
| HF      | uitgeschakeld in de halve finale |
| F       | de finale verloren               |
| W       | het toernooi gewonnen            |
| w-v     | winst/verlies-balans             |

### Enkelspel
| Toernooi        | 1966 | 1967 | 1968 | 1969 | 1970 |
| --------------- | ---- | ---- | ---- | ---- | ---- |
| Australian Open | 1R   | 1R   | 2R   | 1R   | 2R   |
| Roland Garros   | –    | 1R   | –    | –    | –    |
| Wimbledon       | –    | –    | 1R   | 2R   | –    |
| US Open         | –    | 1R   | 3R   | –    | –    |

### Mannendubbelspel
| Toernooi        | 1966 | 1967 | 1968 | 1969 | 1970 |
| --------------- | ---- | ---- | ---- | ---- | ---- |
| Australian Open | 1R   | 1R   | 2R   | KF   | 1R   |
| Roland Garros   | –    | –    | –    | –    | –    |
| Wimbledon       | –    | –    | –    | 1R   | –    |
| US Open         | –    | –    | 3R   | –    | –    |

## Palmares
Bron:

### Enkelspeltitels
| nr. | datum      | toernooi                | ondergrond | tegenstander     | score           |
| --- | ---------- | ----------------------- | ---------- | ---------------- | --------------- |
| 1.  | 1966-02-27 | Cannes Championships    | gravel     | Jean-Loup Rouyer | 7-5, 6-4        |
| 2.  | 1969-06-01 | Saint Anne's on the Sea |            | Brian Fairlie    | 2-6, 6-4, 15-13 |